# Щекотово (Вологодская область)
Щекотово — деревня в Сокольском районе Вологодской области.
Входит в состав Воробьёвского сельского поселения, с точки зрения административно-территориального деления — в Воробьёвский сельсовет. Расположена к югу от автодороги А123.
Расстояние по автодороге до районного центра Сокола — 59 км, до центра муниципального образования Воробьёва — 3 км. Ближайшие населённые пункты — Косиково, Куваево, Большая, Курья.
По переписи 2002 года население — 6 человек.